# Michel Renggli
Michel Renggli (Lucerna, Suiza, 19 de marzo de 1980) es un futbolista suizo. Juega de centrocampista y su actual club es el FC Lucerna.

## Clubes
| Club                    | País     | Año       |
| ----------------------- | -------- | --------- |
| SC Kriens               | Suiza    | 1999-2003 |
| FC Wil                  | Suiza    | 2003-2004 |
| FC Thun                 | Suiza    | 2004-2005 |
| Grasshopper-Club Zürich | Alemania | 2005-2008 |
| FC Lucerna              | Suiza    | 2008      |

- Datos: Q280486